# El cònsol honorari
El cònsol honorari (títol original: The Honorary Consul, estrenada als Estats Units com a Beyond The Limit) és una pel·lícula dramàtica britànica de 1983 dirigida per John Mackenzie i protagonitzada per Michael Caine, Richard Gere, Bob Hoskins i Elpidia Carrillo. Es basa en la novel·la homònima de 1973 de Graham Greene. Està doblada al català.

## Argument
Durant la Guerra bruta, un metge mig anglès a l'Argentina es fa amic de la policia, els rebels i el cònsol honorari britànic, la dona llatina del qual sedueix. Quan el cònsol és segrestat per error pels rebels, ha d'escollir un bàndol.

## Repartiment
- Michael Caine com Charley Fortnum
- Richard Gere com Eduardo Plarr
- Bob Hoskins com Coronel Pérez
- Elpidia Carrillo com Clara Fortnum
- Joaquim de Almeida com Leon
- A Martinez com Aquino
- Geoffrey Palmer com l'ambaixador britànic
- Leonard Maguire com Dr. Humphries

## Producció
La pel·lícula va ser produïda per Norma Heyman, la primera dona britànica que va produir un llargmetratge independent en solitari.
La pel·lícula es va rodar a Veracruz, a Ciutat de Mèxic, i als Shepperton Studios de Surrey.

## Estrena i recepció
La pel·lícula va recaptar 5,998 milions de dòlars a la taquilla dels Estats Units. Va rebre crítiques diverses. El personal de Variety va escriure que "els forts talents d'ambdós costats de la càmera no han aconseguit donar vida a aquesta intricada història de traïció emocional i política i [el] resultat és una dosi constant de tedi". Vincent Canby, de The New York Times,, va escriure sobre "el títol molt sense sentit que s'ha adjuntat, com una banyera a un cotxe, a l'adaptació a la pantalla de The Honorary Consul, la novel·la de 1973 del Sr. Greene", i va elogiar alguns dels les actuacions i el rodatge de localitzacions, però va remarcar que "Amb la millor de les intencions i gens de talent, John Mackenzie, el director, i Christopher Hampton, l'escriptor, han fet una pel·lícula que en alguns aspectes es converteix en una crítica desagradable de la novel·la. El cònsol honorari és un treball molt més complicat i misteriós del que es podria sospitar d'aquesta condensació bastant literal, encara que fidel".